# Elrendelés éjszakája
Az elrendelés éjszakája vagy (arabul: lajlat al-kadr [لیلة القدر], törökül: Kadir Gecesi) a ramadán legszentebb éjszakája, amikor a Korán leszállt a hetedik égből az első égbe, majd Gábriel arkangyal kinyilatkoztatta azt Mohamed prófétának. Az elrendelés éjszakája a ramadán utolsó tíz napjának valamelyikére esik, ami mindig páratlan számú. Úgy tartják, ekkor imádkozni többet ér, mint ezer hónapon át imádkozni.

## Az Elrendelés a Koránban
97. szúra: A Mindenható és Könyörületes Allah nevében
1. Íme! Mi az elrendelés éjszakáján bocsátánk le azt.

2. S mi ért le hozzád, mi az elrendelés éjszakája?

3. Az elrendelés éjszakája jobb, mint ezer hónap. 

4. Az angyalok, s a Lélek bocsátanak le azon

: minden elrendelést Uruk engedelmével.
5. Békesség az, egészen a hajnal hasadtáig.